# Општина Велике Лашче
Општина Велике Лашче (словен. Velike Lašče) је једна од општина Средњесловенске регије у држави Словенији. Седиште општине је истоимено насеље Велике Лашче.

## Природне одлике
Рељеф: Општина Велике Лашче налази се у јужном делу државе, положена јужно од Љубљане. Тло је крашко, а рељеф је у виду крашких поља. На југоистоку општине уздиже се Суха планина.
Клима: У општини влада умерено континентална клима.
Воде: Мрежу водотока у оппштини чини неколико мањих понорница.

## Становништво
Општина Велике Лашче је ретко насељена.

## Насеља општине
| - Адамово - Бане - Бавдек - Боровец при Карловици - Боштетје - Бранково - Брлог - Буковец - Велика Слевица - Велике Лашче - Велики Лочник - Велики Осолник - Врх - Горење Калишче - Горње Ретје - Градеж - Градишче - Грм - Дедник - Долење Калишче - Долње Ретје - Долшчаки | - Дворска Вас - Жага - Згонче - Јакичево - Јаворје - Капланово - Карловица - Кнеј - Кот при Велики Слевици - Крково при Карловици - Крвава Печ - Кукмака - Лапорје - Лазе - Логарји - Лужарји - Мачки - Мала Слевица - Мале Лашче - Мали Лочник - Мали Осолник - Маринчки | - Медведјек - Мохорје - Нареди - Опалково - Осредек - Печки - Плосово - Подхојни Хриб - Подкогељ - Подкрај - Подлог - Подсмрека при Великих Лашчах - Подстрмец - Подулака - Поджага - Ползело - Позниково - Празники - Прхајево - Прилесје - Пуркаче - Пушче | - Рашица - Роб - Рупе - Секиришче - Село при Робу - Слока Гора - Срњак - Сроботник при Великих Лашчах - Стопе - Стрлетје - Стрмец - Томажини - Турјак - Улака - Узмани - Хлебче - Хрустово - Цента - Четеж при Турјаку - Шчурки - Шкамевец - Шкрловица |  |